# Jeux sur un plateau
Pour les articles homonymes, voir JSP.
 (février 2015).
Si vous disposez d'ouvrages ou d'articles de référence ou si vous connaissez des sites web de qualité traitant du thème abordé ici, merci de compléter l'article en donnant les références utiles à sa vérifiabilité et en les liant à la section « Notes et références ».
Jeux sur un plateau (parfois abrégé en JSP) est un magazine mensuel francophone, publié par Olpan et consacré aux jeux de société sur table.

## Historique
Crée en 2003 par Olivier Arnéodo, le mensuel est d'abord nommé Des jeux sur un plateau. Il se présente sous la forme d'un petit magazine jusqu'au numéro 5 et adopte le format A4 à partir du numéro 6. Un encart cartonné présentant un jeu original est inséré jusqu'au numéro 18. Le titre change à l'occasion du numéro 22 pour devenir : Jeux sur un plateau. En septembre 2008, le numéro 50 est publié.
En janvier 2012, après 77 numéros, Jeux Sur un Plateau annonce l'arrêt de la publication du magazine papier.

## Contenu
Jeux sur un plateau réalise des reportages concernant les conventions et les événements ludiques. Il teste les jeux récemment publiés et attribue des notes en fonction des qualités du produit. Divers articles de fond analysent également l'importance du jeu et son évolution.
En plus des jeux originaux présentés en encart (dans les premiers numéros), le magazine contient des énigmes et des devinettes inédites.

## Principaux collaborateurs
(février 2015).
- Olivier Arneodo, Directeur de la publication
- Manuel Rozoy, Rédacteur en chef
- Christophe Boelinger
- Sylvain Badel
- Bruno Faidutti
- Francis Pacherie
- Vincent Moirin
- Steven Gauguin, Concepteur graphique
- Jérémy Durupt, Maquetiste

## Notoriété
Jeux sur un plateau est considéré comme le successeur de Jeux et Stratégie, un célèbre magazine des années 1980-90.
Après des débuts difficiles en raison d'une distribution limitée, Jeux sur un plateau réussit à se positionner comme la seule publication consacrée entièrement aux jeux de société avant la création du magazine Plato en octobre 2005.